# جانگانسان
جانگانسان (به لاتین: Jangansan) یک کوه در کره جنوبی است که در Jeollabuk-do, South Korea واقع شده‌است. جانگانسان ۱٬۲۳۷ متر بالاتر از سطح دریا واقع شده‌است.